# Rinaldo Alessandrini
Rinaldo Alessandrini (Roma, 25 gennaio 1960) è un clavicembalista e direttore d'orchestra italiano.

## Biografia
Inizia lo studio del pianoforte all'età di quattordici anni senza conseguire alcun diploma e contemporaneamente si impiega a cantare in un coro. A diciotto anni scopre il clavicembalo e decide di dedicarsi completamente a questo strumento da autodidatta. Incontra quindi Ton Koopman, presso il Conservatorio "Sweelinck" a Amsterdam e ne riceve da parte alcuni preziosi consigli e stimoli, iniziando contemporaneamente una serrata attività concertistica. 
Fonda nel 1984 il gruppo vocale-strumentale Concerto Italiano, dedicandosi via via alla musica madrigalistica e in seguito a quello strumentale e orchestrale. Il complesso è specializzato nell'esecuzione della musica che va da XV al XVIII secolo. Negli ultimi anni si è dedicato alla direzione d'orchestra, privilegiando il repertorio di fine settecento e inizio ottocento, consolidando alcune collaborazioni continuative con il Teatro dell'Opera di Oslo, la Filarmonica Toscanini, l'orchestra del Capitole di Toulouse,  e dirigendo alcune tra le migliori orchestre con strumenti d'epoca in Europa e negli USA. Alcune registrazioni di Concerto Italiano sono state indicate come versioni di riferimento dalla critica internazionale (Le quattro stagioni di A. Vivaldi e i Concerti brandeburghesi di J. S. Bach).
Nel 2003 dirige i Vespri solenni per la festa dell'Assunzione di Antonio Vivaldi con Gemma Bertagnolli, Roberta Invernizzi e Sara Mingardo nella Chiesa della Santissima Annunziata (Siena).
Tra gli anni 2009 e 2015 ha realizzato la trilogia monteverdiana presso il Teatro alla Scala con Robert Wilson (regista). 
Ha edito per Barenreiter le partiture dell'Orfeo e del Ritorno d'Ulisse in patria di Claudio Monteverdi.
Nel 2013 dirige Euridice (Caccini) a Innsbruck ed Orfeo ed Euridice (Gluck) a Oslo.
Nel 2014 dirige L'incoronazione di Poppea all'Opéra national de Paris. 
Nel 2015 dirige L'incoronazione di Poppea presso il Teatro alla Scala di Milano, il Don Giovanni (opera) presso l'opera di Bergen, il Giulio Cesare, presso l'opera di Toulon, La finta semplice di Mozart con l'orchestra della Radio di Monaco di Baviera, l'Isola disabitata di Jommelli presso il Teatro San Carlo di Napoli, l'Orlando (opera) presso la Welsh National Opera.

## Discografia
Rinaldo Alessandrini ha realizzato molte incisioni discografiche, sia come cembalista sua in qualità di direttore del gruppo Concerto Italiano.
- 1993 - Girolamo Frescobaldi, Toccate d'intavolatura di cimbalo et organo (Arcana)
- 1994 - 150 Anni di Musica italiana. Da Valente a Scarlatti (Opus 111)
- 1994 - 150 Anni di Musica italiana. Volume II. Organo. Da Gabrielli a Rossi (Opus 111)
- 1995 - Dietrich Buxtehude, Pièces pour clavecin (Astrée)
- 1995 - 150 Anni di Musica italiana. Volume III. Da Pasquini a Frescobaldi (Opus 111)
- 1996 - Johann Sebastian Bach, Sonaten für violine und cembalo, con Fabio Biondi (Opus 111)
- 1999 - Gesualdo, O Dolorosa Gioia, con Concerto Italiano (Opus 111/naïve)
- 2003 - Vivaldi, Vespri Per L'Assunzione Di Maria Vergine, con Concerto Italiano (naïve)
- 2005 - Bach, Brandenburg Concertos, BWV 1046-1051, con Concerto Italiano (naïve)
- 2007 - Pergolesi, Scarlatti: Stabat Mater, con Concerto Italiano (naïve)
- 2009 - Vivaldi, Glorias, RV 588 & RV 589, con Concerto Italiano, (naïve)
- 2010 - Alessandro Scarlatti, Toccate per cembalo (Arcana)
- 2010 - Chaconne (Naïve)
- 2013 - François Couperin, Concerts Royaux, con Paolo Pandolfo e Claudio Rufa (Tactus)
- 2013 - Monteverdi, Vespri solenni per la festa de San Marco, con Concerto Italiano (naïve)

## DVD
- Monteverdi: L'orfeo - Alessandrini/Nigl/Invernizzi/Mingardo/Donato/Milanesi, Robert Wilson (regista), 2009 Opus Arte